# 飯田正男
飯田 正男（いいだ まさお、1959年9月20日 - ）は、群馬県出身の元プロ野球選手。ポジションは内野手。

## 来歴・人物
高崎商業高校では1977年、関上益弘（法大）と投の二本柱を組み、夏の甲子園に出場。1回戦で能代高を降すが、2回戦では広島商の住吉慶一（法大）に完封を喫する。この大会では第1号本塁打を放った。
同年のドラフトで阪神タイガースから5位指名され入団。一軍では代走としてのみ出場し、1981年に引退。
翌1982年からは球団の管理部スコアラーへ就任し、相手投手の癖を盗むのがうまく、ID野球を標榜していた当時阪神の監督だった野村克也からも絶大な信頼を寄せられていた。2017年シーズンからは、広島東洋カープ担当スコアラーを担当した。
2019年シーズンは対東京ヤクルトスワローズスコアラーを担当する。

## 詳細情報

### 年度別打撃成績
| 年 度     | 球 団     | 試 合 | 打 席 | 打 数 | 得 点 | 安 打 | 二 塁 打 | 三 塁 打 | 本 塁 打 | 塁 打 | 打 点 | 盗 塁 | 盗 塁 死 | 犠 打 | 犠 飛 | 四 球 | 敬 遠 | 死 球 | 三 振 | 併 殺 打 | 打 率 | 出 塁 率 | 長 打 率 | O P S |
| --------- | --------- | ----- | ----- | ----- | ----- | ----- | -------- | -------- | -------- | ----- | ----- | ----- | -------- | ----- | ----- | ----- | ----- | ----- | ----- | -------- | ----- | -------- | -------- | ----- |
| 1981      | 阪神      | 5     | 0     | 0     | 0     | 0     | 0        | 0        | 0        | 0     | 0     | 0     | 0        | 0     | 0     | 0     | 0     | 0     | 0     | 0        | ----  | ----     | ----     | ----  |
| 通算：1年 | 通算：1年 | 5     | 0     | 0     | 0     | 0     | 0        | 0        | 0        | 0     | 0     | 0     | 0        | 0     | 0     | 0     | 0     | 0     | 0     | 0        | ----  | ----     | ----     | ----  |

### 記録
- 初出場：1981年5月13日、対中日ドラゴンズ7回戦（阪神甲子園球場）、9回裏に若菜嘉晴の代走として出場

### 背番号
- 56 （1978年 - 1981年）